# Luiz Carlos Martins (treinador)
Luiz Carlos Martins (nascido em 8 de agosto de 1955) é um treinador de futebol profissional brasileiro e ex-jogador que atuava como meio-campista .

## Carreira
Desde 1992 treinou os clubes: Guaçuano, Paraguaçuense, Noroeste, Matonense, União Barbarense, São Caetano, Portuguesa, Santo André, Oeste, Mirassol, Marília, América-RN, Vila Nova, Remo, Sertãozinho, Guaratinguetá, Pão de Açúcar, São Bernardo, Paulista, Juventude e São Caetano 

## Títulos  como Treinador
Rio Branco
- Campeonato Paulista Série A3: 1986

Paraguaçuense
- Campeonato Paulista Série A2 : 1993

Matonense
- Campeonato Paulista Série A3 : 1996

Oeste
- Campeonato Brasileiro Série C : 2012

São Caetano
- Campeonato Paulista Série A2 : 2017

Noroeste
- Campeonato Paulista Série A3 : 2022